# Pethia dikhuensis
Pethia dikhuensis — вид коропоподібних риб родини коропових (Cyprinidae). Описаний у 2022 році.

## Поширення
Ендемік Індії. Поширений у штаті Нагаленд.

## Опис
Бічна лінія з 22–23 пористими лусками до основи хвостового плавця, 3-я і 4-а бічні лінії лусок з маленькою плечовою плямою, є велика еліптична або округла чорна пляма, що покриває 16-18-у або 17-19-у бічні лінії; живі чоловічі особини з червонувато-зеленим тілом вище бічної лінії та червонувато-помаранчевим внизу; спинний, грудні, тазовий, анальний і хвостовий плавці червонувато-помаранчеві; спинний плавець обох статей з широким чорним підкраєм.